# Ilyocoris
Ilyocoris är ett släkte av insekter. Ilyocoris ingår i familjen vattenbin.
Släktet innehåller bara arten Ilyocoris cimicoides. Ilyocoris är enda släktet i familjen Naucoridae.

## Bildgalleri

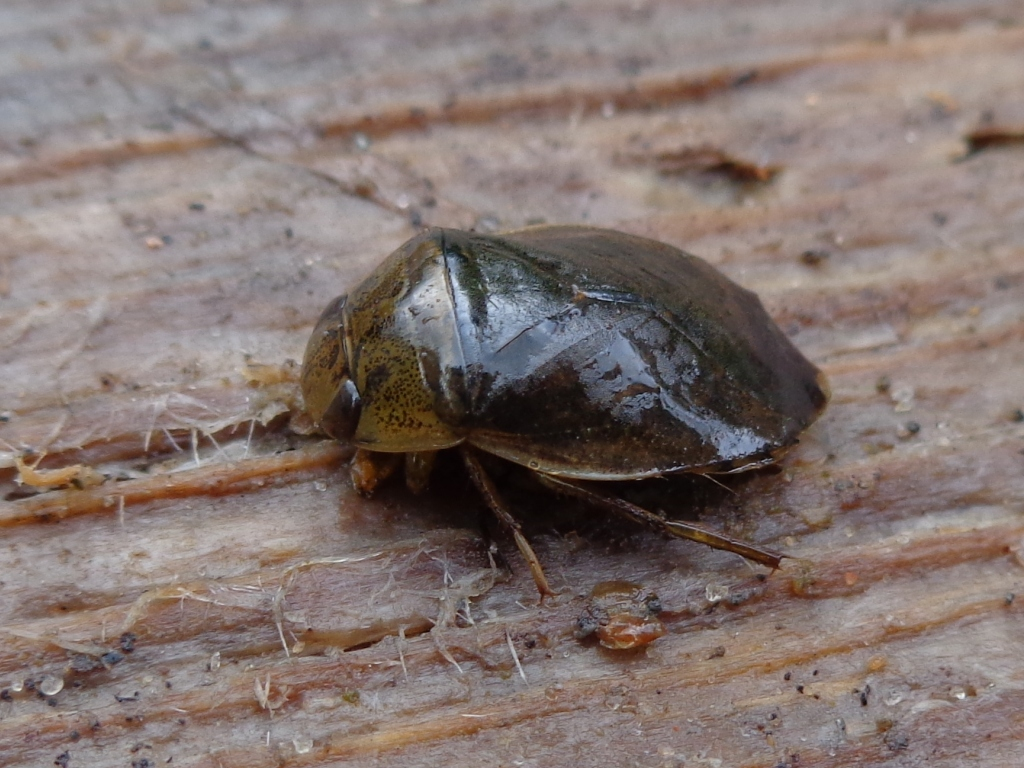